# Aoi Kudō
Aoi Kudō (japanisch 工藤 蒼生 Kudō Aoi; * 31. Mai 2000 in der Präfektur Miyagi) ist ein japanischer Fußballspieler.

## Karriere
Kudō erlernte das Fußballspielen in der Jugendmannschaft von Vegalta Sendai und der Universitätsmannschaft der Hannan-Universität. Seinen ersten Vertrag unterschrieb er am 1. Februar 2023 bei seinem Jugendverein Vegalta Sendai. Der Verein aus Sendai spielte in der zweiten Liga des Landes, der J2 League.